# Move On (1903)
Move On ist ein US-amerikanischer Kurzfilm von Alfred C. Abadie aus dem Jahr 1903. Der Film wurde im Oktober des Jahres 1903 durch die Edison Manufacturing Company produziert.

## Handlung
Ein fahrender Händler bietet seine Waren auf dem Markt an, bis die Polizei ihn und seine Mitbewerber vertreiben möchte. Schließlich spielt er selbst den Kunden und lässt seine Waren stehen.